# Museo Histórico Regional Hipólito Unanue
El Museo Histórico Regional Hipólito Unanue es un museo arqueología y antropología de la ciudad de Ayacucho.
Se encuentra en la cuadra 5 de Jr. Independencia. Fue creado en el año 1974, en homenaje al sesquicentenario de la Batalla de Ayacucho.
Cuenta con 5 salas de exhibición, donde se exponen piezas desde el Horizonte Temprano o Formativo, así como otros periodos como por ejemplo warpa, nazca, moche, chincha, chimú, chancay, chanka e inca. Cuenta con una sala principal dedicada a los orígenes y desarrollo de la cultura wari, además del desarrollo andino precolombino en Ayacucho.
Entre las piezas destacadas están los monolitos, cerámica ceremonial de los huari, cerámica de origen Horizonte Temprano o Formativo de la región ayacuchana.
La Sala de Cultura cuenta con exposiciones permanentes sobre Arte Popular Ayacuchano, Historia Republicana y exhibiciones temporales.